# Roberto González Nieves
Roberto Octavio González Nieves OFM (ur. 2 czerwca 1950 w Elizabeth, New Jersey) − amerykański arcybiskup, ordynariusz archidiecezji San Juan de Puerto Rico.

## Życiorys
Roberto Octavio Nieves urodził się w Stanach Zjednoczonych w rodzinie portorykańskich emigrantów Jessego Hirama Gonzáleza i Frances Iris Nieves. Do Zakonu Braci Mniejszych wstąpił 20 sierpnia 1972 w Prowincji Najświętszego Imienia Jezus w Nowym Jorku. Nowicjat ukończył 25 sierpnia 1973. Uroczystą profesję złożył 21 sierpnia 1976. Po ukończeniu studiów filozoficzno-teologicznych przyjął święcenia kapłańskie 8 maja 1977 z rąk bpa Lorenzo Michele Josepha Graziano OFM.
W 1988 został mianowany biskupem pomocniczym archidiecezji w Bostonie. Sakrę biskupią przyjął z rąk kardynała Bernarda Lawa 3 października 1988. Był tytularnym biskupem Ursony. W maju 1995 został mianowany biskupem koadiutorem diecezji w Corpus Christi w Teksasie. Ordynariuszem został 1 kwietnia 1997.
Papież Jan Paweł II wyniósł bpa Nievesa na siedzibę arcybiskupią w San Juan de Portorico 26 marca 1999. Roberto Octavio Nieves był przewodniczącym konferencji episkopatu portorykańskiego w latach 2000-2007.